# Desmia tages
Desmia tages là một loài bướm đêm trong họ Crambidae.